# Miss Tocantins 2013
Miss Tocantins 2013 foi a 22ª edição do concurso de beleza feminino de Miss Tocantins, válido para a disputa nacional de Miss Brasil 2013, único caminho para o Miss Universo. Esta edição contou com a participação de dezesseis (16) candidatas representando distintos municípios tocantinenses.
A melhor representante do Estado foi escolhida por onze jurados em evento realizado no Auditório do tradicional Colégio São Francisco, localizado na capital. A noite final da competição foi gravada e posteriormente televisionada pela TV Bandeirantes Tocantins para toda a região. A gaúcha Viviane Fragoso, eleita no ano passado representando o município de Almas, coroou sua sucessora no final do certame. Na ocasião, sagrou-se vencedora Wiolana "Lana" Barbosa, de Tocantinópolis.

## Resultados

### Colocações
| Posição                 | Município & Candidata |
| Vencedora               | - Tocantinópolis - Wiolana Barbosa |
| 2º. Lugar               | - Palmas - Keytianny Alencar |
| 3º. Lugar               | - Araguaína - Fernanda Avelino |
| Finalistas              | - Peixe - Viviane Câmara - Xambioá - Larissa Santos                                                                                                  |
| (TOP 10) Semifinalistas | - Colméia - Soraia Leite - Lajeado - Gabriella Rocha - Miracema - Marta Millely Silva - Miranorte - Karolyne Guimarães - Porto Nacional - Laysa Dias |

### Ordem dos Anúncios
| 1. Araguaína 2. Colméia 3. Lajeado 4. Miracema 5. Miranorte 6. Palmas 7. Peixe 8. Porto Nacional 9. Tocantinópolis 10. Xambioá | 1. Araguaína 2. Palmas 3. Peixe 4. Tocantinópolis 5. Xambioá | 1. Araguaína 2. Palmas 3. Tocantinópolis |  |

## Jurados
Foram responsável pela escolha da vencedora:

### Final
| 1. Jackson Borges, missólogo; 2. Dr. Luis Teixeira, médico e escritor; 3. Dr. Roni Silva, médico dermatologista; 4. Glô Amastha, primeira dama de Palmas; 5. Martina Knowl, artista plástica e escritora; 6. Ricardo Aguiar, proprietário do salão Lady Lord; 7. Fernando Ramos, publicitário da Imagem Models; 8. Cleige Brandão, presidente da CBL Palmas; 9. Patrícia Fregonezzi, produtora de moda; 10. Viviane Fragoso, Miss Tocantins 2012; 11. Álvaro Júnior, produtor e colunista. |

## Programação Musical
Durante os desfiles das candidatas no concurso, as músicas tocadas:
- Abertura: Show das Poderosas (de Anitta) e If you believe (de Blues Saraceno)
- Desfile de Banho: Coco Livre S/A (Genésio Tocantins)
- Desfile de Gala: Fleurs Du Mal (Sarah Brightman)

## Candidatas
Disputaram o título este ano:
| - Araguaína - Fernanda Carolina Avelino - Colméia - Soraia Lustoza Leite - Crixás - Amanda Rodrigues Silva - Guaraí - Ramidh Fonsêca Feitosa - Lajeado - Gabriella Cristina Dias Rocha - Miracema - Marta Millely Soares da Silva - Miranorte - Kályta Karolyne Guimarães - Palmas - Keytianny Alencar de Oliveira | - Paraíso - Nicolle de Souza Fleury Curado - Peixe - Viviane Dias Câmara - Pium - Raíssa de Oliveira Passos - Ponte Alta - Júlia Gonçalves da Silva - Porto Nacional - Laysa Dias Pereira - Rio Sono - Huanna Annálya Sousa - Tocantinópolis - Wiolana Barbosa Brito - Xambioá - Larissa Lima dos Santos |

## Histórico

### Desistências
- Formoso do Araguaia - Bárbara Cristhina Ramalho Silva
- Gurupi - Caciane de Paula Zanini
- Lagoa da Confusão - Esline Silva
- Natividade - Tayne Lima Araújo

## Crossovers
Possuem um histórico em concursos:

### Nacional
Miss Mundo Brasil
- 2013: Colméia - Soraia Lustoza Leite
  - (Representando o Estado de Roraima)

Miss Brasil Supranacional
- 2014: Palmas - Keytianny Alencar (Top 15)
  - (Representando o Estado do Tocantins)